# Eatoniella lampra
Eatoniella lampra är en snäckart som först beskrevs av Suter 1908.  Eatoniella lampra ingår i släktet Eatoniella och familjen Eatoniellidae. Inga underarter finns listade i Catalogue of Life.